# Sliedrecht Baanhoek vasútállomás
Sliedrecht Baanhoek vasútállomás vasútállomás Hollandiában, Sliedrecht községben,  településen.

## Vasútvonalak
Az állomást az alábbi vasútvonalak érintik:
- MerwedeLingelijn
- Elst-Dordrecht-vasútvonal

## Kapcsolódó állomások
A vasútállomáshoz az alábbi állomások vannak a legközelebb:
- Dordrecht Stadspolders vasútállomás
- Sliedrecht vasútállomás